# Formica forsslundi
Formica forsslundi es una especie de hormiga del género Formica, familia Formicidae. Fue descrita científicamente por Lohmander en 1949.
Se distribuye por China, Mongolia, Bielorrusia, Dinamarca, Finlandia, Alemania, Noruega, Polonia, Rusia, Suecia y Suiza. Se ha encontrado a elevaciones de hasta 250 metros.